# Condado de Wilkinson (Mississippi)
O Condado de Winston é um dos 82 condados do estado norte-americano do Mississippi. A sede de condado é Woodville e a sua maior cidade é Centreville.
O condado tem uma área de 1782 km² (dos quais 28 km² estão cobertos por água), uma população de 10 312 habitantes, e uma densidade populacional de 6 hab/km² (segundo o censo nacional de 2000). O condado foi fundado em 1802 e recebeu o seu nome em homenagem ao militar James Wilkinson.